# 田端信成
田端 信成（たばた のぶしげ、1989年4月9日 - ）は、千葉県出身の元サッカー選手。ポジションはゴールキーパー（GK）。

## 来歴
千葉県出身で、同県のJリーグクラブである柏レイソルのジュニアチームに所属。同期は輪湖直樹、太田徹郎など。小学校6年生時からGKに取り組むようになる。
FC東京U-15のセレクションに合格し、中学生時からはFC東京の下部組織に所属。同期の廣永遼太郎と激しいポジション争いを演じた。他の同期は大竹洋平、丸山祐市、椋原健太、岡田翔平、宮阪政樹、井澤惇、加藤淳也など。
2005年に青山学院大学へ進学し、サッカー部に所属。同部では副将を務めた。
2012年より、JFL・佐川印刷SCに加入。新沼泉GKコーチの下でポジション争いに身を投じた。
2015年、新沼がコーチを務めるグルージャ盛岡へ完全移籍。高精度のキックを評価され、第3節富山戦でJリーグ初出場。
2016年、レノファ山口FCへ完全移籍。選手としての出場機会は無く、コーチ兼任でプレーしていたが 同年10月には藤原寿徳コーチが加入し、同シーズン終了をもって現役を引退。

## 所属クラブ
- 2000年 - 2001年 柏レイソルジュニア[3] (印西市立木刈小学校)[15]
- 2002年 - 2004年 FC東京U-15 / FC東京U-15深川[注 1] (印西市立木刈中学校)[15]
- 2005年 - 2007年 FC東京U-18 (日本大学第一高等学校)[7][15]
- 2008年 - 2011年 青山学院大学体育会サッカー部
- 2012年 - 2014年  佐川印刷SC / 佐川印刷京都SC[注 2]
- 2015年  グルージャ盛岡
- 2016年  レノファ山口FC (コーチ兼任[16][2])
- 2017年 -  品川CC横浜

## 個人成績
| 国内大会個人成績 | 国内大会個人成績      | 国内大会個人成績 | 国内大会個人成績 | 国内大会個人成績                       | 国内大会個人成績 | 国内大会個人成績 | 国内大会個人成績 | 国内大会個人成績 | 国内大会個人成績 | 国内大会個人成績 | 国内大会個人成績 |
| 年度             | クラブ                | 背番号           | リーグ           | リーグ戦                               | リーグ戦         | リーグ杯         | リーグ杯         | オープン杯       | オープン杯       | 期間通算         | 期間通算         |
| 年度             | クラブ                | 背番号           | リーグ           | 出場                                   | 得点             | 出場             | 得点             | 出場             | 得点             | 出場             | 得点             |
| 日本             | 日本                  | 日本             | 日本             | リーグ戦                               | リーグ戦         | リーグ杯         | リーグ杯         | 天皇杯           | 天皇杯           | 期間通算         | 期間通算         |
| ---------------- | --------------------- | ---------------- | ---------------- | -------------------------------------- | ---------------- | ---------------- | ---------------- | ---------------- | ---------------- | ---------------- | ---------------- |
| 2012             | 佐川印刷 佐川印刷京都 | 21               | JFL              | 2                                      | 0                | -                | -                | -                | -                | 2                | 0                |
| 2013             | 佐川印刷 佐川印刷京都 | 21               | JFL              | 13                                     | 0                | -                | -                | 0                | 0                | 13               | 0                |
| 2014             | 佐川印刷 佐川印刷京都 | 21               | JFL              | 13                                     | 0                | -                | -                | -                | -                | 13               | 0                |
| 2015             | 盛岡                  | 1                | J3               | 13                                     | 0                | -                | -                | 0                | 0                | 13               | 0                |
| 2016             | 山口                  | 16               | J2               | 0                                      | 0                | -                | -                | 0                | 0                | 0                | 0                |
| 2017             | 品川CC横浜            | 25               | 神奈川県1部      |                                        |                  | -                | -                | -                | -                |                  |                  |
| 通算             | 日本                  | 日本             | J2               | 0                                      | 0                | -                | -                | 0                | 0                | 0                | 0                |
| 通算             | 日本                  | 日本             | J3               | 13                                     | 0                | -                | -                | 0                | 0                | 13               | 0                |
| 通算             | 日本                  | 日本             | JFL              | 28                                     | 0                | -                | -                | 0                | 0                | 28               | 0                |
| 通算             | 日本                  | 日本             | 神奈川県1部      | \|\|\|\|colspan=2\|-\|\|0\|\|0\|\|\|\| |                  |                  |                  |                  |                  |                  |                  |
| 総通算           | 総通算                | 総通算           | 総通算           | 41                                     | 0                | -                | -                | 0                | 0                | 41               | 0                |

その他の公式戦出場
- 2014年 
  - 第69回国民体育大会サッカー競技 - 1試合0得点
  - JFLチャンピオンシップ - 2試合0得点

出場歴
- 2012年9月15日：JFL初出場 - JFL第25節vsブラウブリッツ秋田 (京都府立山城総合運動公園太陽が丘陸上競技場)
- 2015年3月29日：Jリーグ初出場 - J3第3節vsカターレ富山 (盛岡南公園球技場)

## 指導歴
- 2016年 - レノファ山口FC GKコーチ[2][16] (選手兼任)

## タイトル
- ナイキプレミアカップジャパン (2002年)
- 日本クラブユースサッカー選手権 (U-15)大会 (2003年)
- イギョラカップ (2006年)
- Jリーグユースカップ (2007年)
- サニックス杯国際ユースサッカー大会 (2007年)
- 国民体育大会サッカー競技 (2012年)